# Binder Rocks
Die Binder Rocks sind eine isolierte Felsformation an der Bakutis-Küste des westantarktischen Marie-Byrd-Lands. Sie liegen 6 km südlich der Siglin Rocks auf der Westseite der Martin-Halbinsel.
Erste Luftaufnahmen der Formationen fertigte die United States Navy im Januar 1947 bei der Operation Highjump (1946–1947) an. Das Advisory Committee on Antarctic Names benannte sie nach Leutnant Raymond Alois Binder von der US Navy, Koordinator für den Unterhalt des Flugfelds Williams Field nahe der McMurdo-Station während der Operation Deep Freeze des Jahres 1967.